# Weird-Ohs
Weird-Ohs ist eine amerikanisch-kanadische Animationsserie, die zwischen 1999 und 2000 produziert wurde. Die Serie basiert auf Modellsets der Hawk Model Company, welche in den 1960er Jahren eine beliebte Satire auf die US-amerikanische Auto-Kultur darstellten.

## Handlung
Die Serie dreht sich um mehrere verrückte Charaktere und ihre Missgeschicke, die sie in Weirdsville, einem Ort abseits der Route 66, erleben. Dabei kommen die drei Hauptcharaktere Digger, sein bester Freund Eddie und seine Schwester Portia immer wieder vor.

## Produktion und Veröffentlichung
Die Serie wurde zwischen 1999 und 2000 von Decode Entertainment und Mainframe Entertainment in Kanada und den Vereinigten Staaten produziert. Dabei sind 13 Doppelfolgen entstanden.
Erstmals wurde die Serie am 15. September 1999 auf YTV in Kanada und Fox Family in den Vereinigten Staaten ausgestrahlt. Die deutsche Erstausstrahlung fand am 7. Oktober 2000 auf Sat.1 statt. Weitere Wiederholungen im deutschsprachigen Fernsehen erfolgten ebenfalls auf Tele 5, K-Toon und Junior. In der englischen Version erschien die Serie außerdem auf DVD.

## Episodenliste
| Folge | Part | deutscher Titel                            | deutsche Erstausstrahlung | Originaltitel                       | Originalausstrahlung |
| 1     | a    | Eine Schwester sieht rot                   | 07.10.2000                | Diary of a Mad Sister               | 15.09.1999           |
| 1     | b    | Die Brutalo-Babysitter                     | 07.10.2000                | Black-Eyed Babysitter               | 15.09.1999           |
| 2     | a    | Kurvenverhalten                            | 14.10.2000                | Daddy Dismissed                     | 22.09.1999           |
| 2     | b    | Denn sie wissen nicht, was sie Tun         | 14.10.2000                | Rebel Without A Ride                | 22.09.1999           |
| 3     | a    | Ruhe Sanft, Wade                           | 21.10.2000                | R.I.P. Off Wade                     | 29.09.1999           |
| 3     | b    | Pleiten, Pech und Portia                   | 21.10.2000                | Lights-Camera-Traction!             | 29.09.1999           |
| 4     | a    | Experiment des Grauens                     | 28.10.2000                | Gods and Monster Trucks             | 06.10.1999           |
| 4     | b    | Freiheit für Killer                        | 28.10.2000                | Killer McB, I Set You Free          | 06.10.1999           |
| 5     | a    | Gibt es ein Leben nach Davey?              | 04.11.2000                | Getting Over Davey                  | 13.10.1999           |
| 5     | b    | Portia Ermittelt                           | 04.11.2000                | Grand Theft Weird-Oh                | 13.10.1999           |
| 6     | a    | Das Weirdsville Wrestling Massaker         | 11.11.2000                | Headlocks for Homework              | 20.10.1999           |
| 6     | b    | Verbo(r)gene Talente                       | 11.11.2000                | The Turbocharged Theatrical Tragedy | 20.10.1999           |
| 7     | a    | Der vergessene Geburtstag                  | 18.11.2000                | A Birthday Wish                     | 27.10.1999           |
| 7     | b    | Frohen Streichnahm                         | 18.11.2000                | Pranks For The Memories             | 27.10.1999           |
| 8     | a    | Nicht ohne meinen Alligator                | 25.11.2000                | Not Without My Gator                | 03.11.1999           |
| 8     | b    | Fit im Verkehr                             | 25.11.2000                | Street Sense                        | 03.11.1999           |
| 9     | a    | Familienrezept                             | 02.12.2000                | Family Fuel / Y2 Chaos              | 10.11.1999           |
| 9     | b    | Der Armageddon-Tacho                       | 02.12.2000                | Y2-Chaos                            | 10.11.1999           |
| 10    | a    | Haben und Nichthaben                       | 09.12.2000                | The Ever-Spending Story             | 17.11.1999           |
| 10    | b    | Liebe in Zeiten des Fastfood               | 09.12.2000                | I Do?                               | 17.11.1999           |
| 11    | a    | Rivalinnen der Rennbahn                    | 16.12.2000                | The Cycle of No Escape              | 24.11.1999           |
| 11    | b    | Ein Tank für zwei                          | 16.12.2000                | Tale Of Two Wades                   | 24.11.1999           |
| 12    | a    | Eddie und Digger jagen das Rasende Phantom | 23.12.2000                | Legend of the Phantom Racer         | 08.03.2000           |
| 12    | b    | Reif für die Insel                         | 23.12.2000                | The Blue ‘N Marooned                | 08.03.2000           |
| 13    | a    | Der große Digitator                        | 30.12.2000                | Head Gasket of the Class            | 15.03.2000           |
| 13    | b    | Rock am Ring                               | 30.12.2000                | Traffic Jam Session                 | 15.03.2000           |